# Prime (bebida)
Prime (estilizada como PRIME) es una bebida rehidratante creada y comercializada por Prime Hydration, LLC. Está promovida y fundada por los youtubers y personalidades de Internet Logan Paul y KSI. El anuncio y el lanzamiento del producto en 2022 fue seguido por un revuelo en las redes sociales asociado con estas personalidades de las redes sociales, que tienen decenas de millones de seguidores combinados. También se promovió a través de acuerdos de patrocinio deportivo convencionales.
Prime Hydration produce una variedad de bebidas energéticas, deportivas y mezclas de bebidas con distintos niveles de cafeína, electrolitos y micronutrientes añadidos. Las bebidas Prime han generado controversia debido a su campaña de marketing, la cual ha sido criticada por estar dirigida a niños y adolescentes, en conjunto con su alta concentración de cafeína. Varios países, jurisdicciones y escuelas primarias y secundarias han prohibido o restringido la bebida debido a que su contenido de cafeína excede los límites legales o se considera insegura para los niños.

## Publicidad
En enero de 2019, Ultimate Fighting Championship (UFC) anunció un acuerdo de marketing conjunto con la marca, en el que Prime se convirtió en el proveedor oficial de bebidas deportivas de la organización de artes marciales mixtas.
En febrero de 2019, Prime fue promocionado en un comercial del Super Bowl LVII.
En julio de 2019, el F.C. Barcelona firmó un acuerdo de patrocinio con Prime. Al mes siguiente, el Bayern de Múnich también firmó un acuerdo de patrocinio con la marca.
Prime hizo historia al ser el primer patrocinador del ring central de WWE, empresa de lucha libre profesional para el cual Paul trabaja, cuando se reveló que patrocinará todos los eventos de pago por evento y transmisión en vivo, comenzando con WrestleMania XL.

## Recepción
Mary McCarthy de The Independent, al comentar sobre la forma en que se comercializaba Prime a través de las redes sociales, sugirió que KSI y Logan Paul tenían una influencia indebida en el mercado principal del producto (los jóvenes) y que «las grandes empresas frías y calculadoras» estaban trabajando con individuos cuyos su actitud hacia las mujeres era cuestionable y cuya producción era a menudo misógina, dirigida a los niños «que esperaban que les dijeran qué pensar».
Gordon Ramsay revisó la bebida en la radio Heart, la describió como «como tragar perfume» y le dio 0/10. El boxeador Chris Eubank Jr. también probó la bebida diciendo: «Es muy dulce, quiero decir, dice que tiene un sabor natural. No sabe mal, pero no es un sabor natural de bebida».

## Atletas que han patrocinado la bebida
- Alexander Volkanovski, peleador de MMA.
- Israel Adesanya, peleador de MMA.
- Patrick Mahomes, jugador de fútbol americano.
- Alisha Lehmann, futbolista.
- Auston Matthews, jugador de hockey sobre hielo.
- Kyle Larson, piloto.
- Shakur Stevenson, boxeador.
- Kevin Durant, basquetbolista.